# Alibertia patinoi
Alibertia patinoi, algemeen bekend onder de naam borojó, is een 3 tot 5 meter hoge boom, behorend tot de familie Rubiaceae. De boom groeit in het noordwesten van Colombia in het departement Chocó. De plant heeft een hoge relatieve luchtvochtigheid (> 85%) en een gemiddelde temperatuur van 28 °C nodig.
De naam van de boom en de vrucht "borojó" is een samengesteld woord uit het Emberá; boro ("hoofd") en ne-jo ("fruit"); hoofdvormig of rond fruit. De ronde bruine vrucht is 12 centimeter lang en weegt rond de 750-1000 gram. Hiervan is ongeveer 88% vruchtvlees. De borojó heeft 90 tot 640 zaden en is rijk aan eiwitten, fosfor, ascorbinezuur, calcium en ijzer. De vrucht wordt gebruikt voor de productie van jam, wijn, desserts en traditionele medicijnen met veronderstelde lustopwekkende effecten.